# Svenja
Svenja žensko je ime koje se osobito rabi u zemljama njemačkog govornog područja. Ženski je oblik imena Sven. Uporaba tog imena u drugim zemljama vrlo je rijetka. 
1990. godine bilo je jedno od najpopularnijih imena u Njemačkoj.
Alternativno podrijetlo imena je staronjemačka riječ „svan“ („labud“);

## Poznate osobe s imenom Svenja
- Svenja Huth (rođena 1991.), njemačka nogometašica
- Svenja Weidemann (rođena 1980.), njemačkia profesionalna tenisačica
- Svenja Pages (rođena 1966.), njemačka televizijska glumica